# Ruedi Peter
Ruedi Peter ( n. 1960 ) es un botánico alemán, especialista orquideólogo.
- La abreviatura «Ruedi Peter» se emplea para indicar a Ruedi Peter como autoridad en la descripción y clasificación científica de los vegetales.[1]